# Sheffield Wednesday Football Club 2024-2025
Questa voce raccoglie le informazioni riguardanti lo Sheffield Wednesday Football Club nelle competizioni ufficiali della stagione 2024-2025.

## Maglie e sponsor
| Casa | Trasferta | Terza divisa |

Fornitore tecnico: Macron

## Rosa
Aggiornata al 6 febbraio 2025.
| N. |                        | Ruolo | Calciatore         |
| -- | ---------------------- | ----- | ------------------ |
| 1  | Inghilterra (bandiera) | P     | James Beadle       |
| 2  | Scozia (bandiera)      | D     | Liam Palmer        |
| 3  | Inghilterra (bandiera) | D     | Max Lowe           |
| 4  | Inghilterra (bandiera) | C     | Nathaniel Chalobah |
| 5  | Giamaica (bandiera)    | D     | Di'Shon Bernard    |
| 6  | Inghilterra (bandiera) | D     | Dominic Iorfa      |
| 8  | Svezia (bandiera)      | C     | Svante Ingelsson   |
| 9  | Giamaica (bandiera)    | A     | Jamal Lowe         |
| 10 | Scozia (bandiera)      | C     | Barry Bannan       |
| 11 | Inghilterra (bandiera) | C     | Josh Windass       |
| 12 | Canada (bandiera)      | A     | Ike Ugbo           |
| 13 | Scozia (bandiera)      | A     | Callum Paterson    |
| 14 | Spagna (bandiera)      | C     | Pol Valentín       |
| 17 | Inghilterra (bandiera) | A     | Charlie McNeill    |

| N. |                             | Ruolo | Calciatore      |
| -- | --------------------------- | ----- | --------------- |
| 18 | Inghilterra (bandiera)      | C     | Marvin Johnson  |
| 19 | Polonia (bandiera)          | C     | Olaf Kobacki    |
| 20 | Inghilterra (bandiera)      | D     | Michael Ihiekwe |
| 23 | Inghilterra (bandiera)      | D     | Akin Famewo     |
| 24 | Inghilterra (bandiera)      | A     | Michael Smith   |
| 26 | Inghilterra (bandiera)      | P     | Ben Hamer       |
| 27 | Tunisia (bandiera)          | D     | Yan Valery      |
| 30 | Inghilterra (bandiera)      | C     | Sean Fusire     |
| 41 | Francia (bandiera)          | D     | Djeidi Gassama  |
| 44 | Irlanda del Nord (bandiera) | C     | Shea Charles    |
| 45 | Paesi Bassi (bandiera)      | A     | Anthony Musaba  |
| 47 | Irlanda del Nord (bandiera) | P     | Pierce Charles  |
|    | Giappone (bandiera)         | D     | Ryō Hatsuse     |